# Adrian Rollini
Adrian Rollini (28 juin 1903 - 15 mai 1956) est un saxophoniste, pianiste et vibraphoniste de jazz américain.
« Adrian Rollini fut le plus grand joueur de saxophone basse de tous les temps, l'un des premiers vibraphonistes de jazz et un multi-instrumentiste talentueux qui pouvait faire de la musique sur des instruments innovants comme le « couesnophone », surnommé le « Goofus », et le « Hot Fountain Pen » »,.
Il jouait également du piano, de la batterie et du xylophone, et était par ailleurs compositeur et arrangeur musical.
« Rollini était un excellent musicien respecté par de nombreuses stars du saxophone de son époque mais, malheureusement, sa « musique innovante » est peut-être la principale raison pour laquelle on entend peu parler de lui aujourd'hui ».
En 1992, Gerry Mulligan a dit de lui « Je savais qu'Adrian avait joué du saxophone basse bien avant que je ne l'entende consciemment, mais ce fut finalement un choc d'entendre ces disques et de se dire: Bon sang, et moi qui croyais avoir inventé ça ! ».

## Enfance

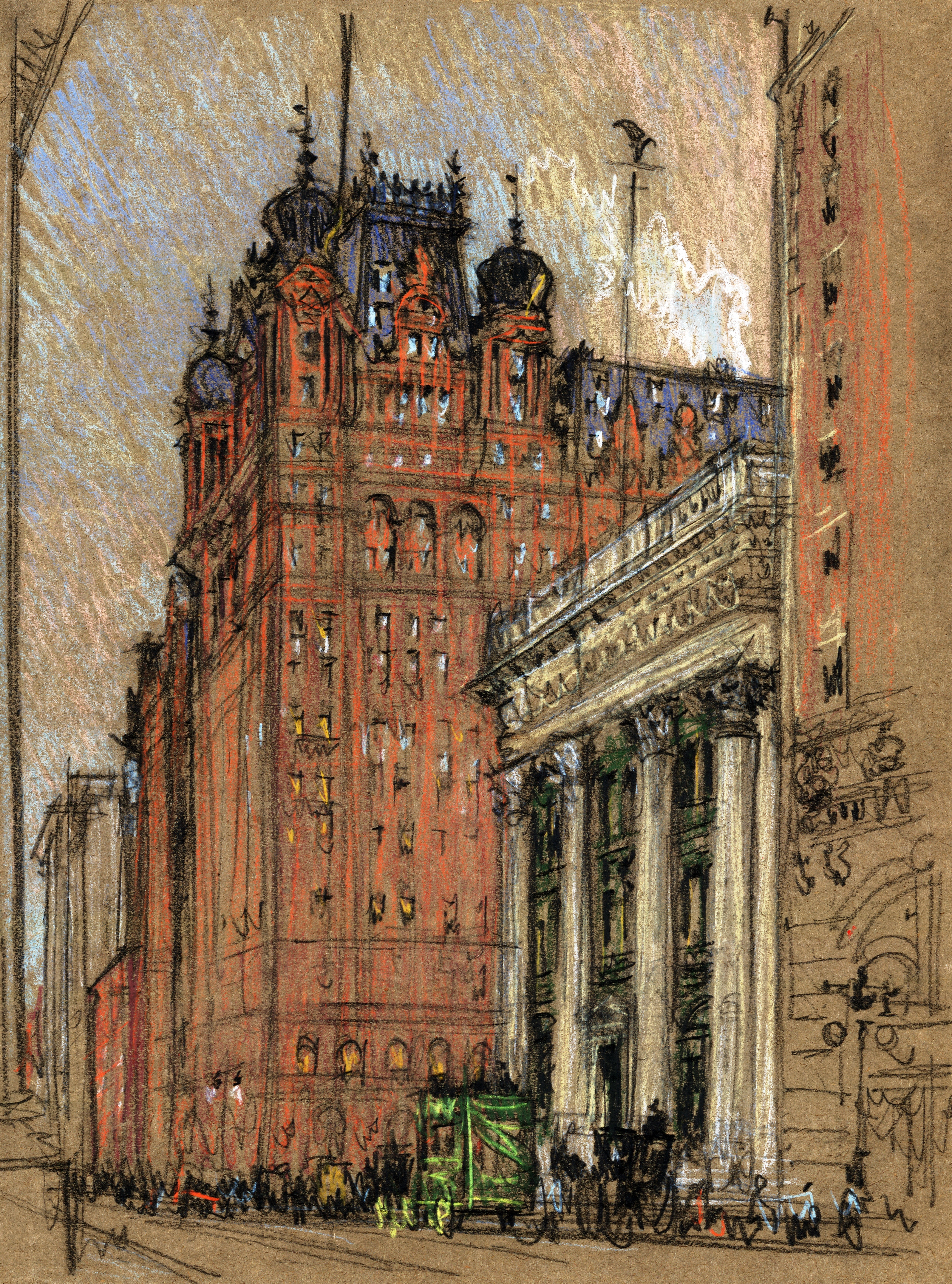
L'ancien hôtel Waldorf-Astoria en 1904-1908, à l'époque où Adrian Rollini y a interprété Chopin à l'âge de quatre ans.

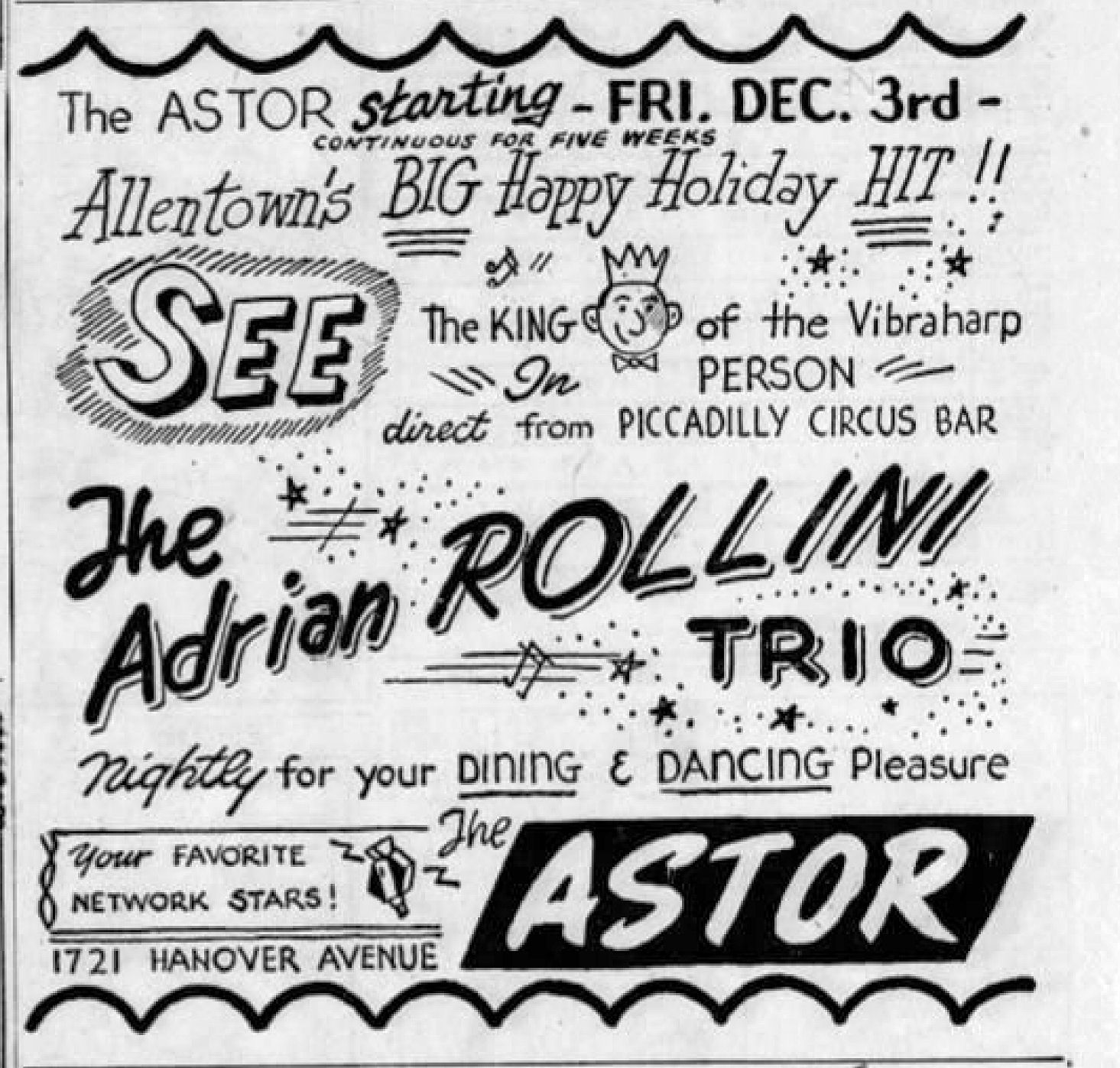
Publicité du restaurant Astor pour le trio d'Adrian Rollini en 1948.

Adrian Francis Rollini est né à New York aux États-Unis le 28 juin 1903, l'aîné des sept enfants de Ferdinand Rollini et Adele Augenti Rollini,,. Ses parents sont tous deux nés en Italie et se sont mariés en 1902.
Il est le grand frère du saxophoniste ténor Arthur Rollini, né en 1912, de huit ans son cadet,.
Leur grand-père, Antoine Rollins, était un général français qui fut défait durant la guerre franco-allemande de 1870 et se réfugia en Italie, où il changea son nom en Antonio Rollini, épousa une Italienne et eut trois enfants, dont Ferdinando, le père d'Adrian et Arthur. 
Durant leur enfance, Adrian et Arthur vivent à Long Island City, un quartier de l'arrondissement du Queens à New York situé en vue du grand pont de Queensboro, que leur tante Lillian a inauguré en 1909 avec le maire de New York William Jay Gaynor. La famille s'installe ensuite en 1917 à Larchmont, un village côtier de l'État de New York,.
Très précoce, Adrian suit des leçons de musique sur un piano miniature dès l'âge de 2 ans et est salué comme un enfant prodige à l'âge de quatre ans après avoir joué un récital de piano (dont la Valse minute de Chopin) à l'hôtel Waldorf-Astoria de New York,.

## Carrière
À 14 ans, Adrian Rollini dirige son propre groupe composé de garçons du quartier, dans lequel il joue du piano et du xylophone. Son intérêt pour la musique est bien plus grand que son intérêt pour l'école, et Rollini quitte le lycée en troisième année.
À 16 ans, en 1919, il intègre le groupe des California Ramblers d'Arthur Hand, un groupe de swing établi près de Pelham et du Bronx à New York, qui comprenait Red Nichols, Jimmy Dorsey  et Tommy Dorsey, avec lequel il enregistrera des centaines de morceaux pour les labels Perfect, Okeh, Edison, Golden Gate, Brunswick et Gennet,,,.
En 1925, Rollini apprend le saxophone basse en quelques semaines seulement et devient le leader des California Ramblers lorsqu'Arthur Hand se retire du monde de la musique,,,. Il réalise également de nombreux enregistrements avec des groupes plus petits appelés Little Ramblers, Varsity Eight, University Six, Five Birmingham Babies, Vagabonds et Goofus Five,.
À la même époque (en 1925), il s'intéresse à deux instruments nouveaux et inhabituels : le « Couesnophone », surnommé le « Goofus », et le « Hot Fountain Pen » (une clarinette miniature avec un bec de saxophone),.
Au début de l'année 1927, Adrian Rollini quitte les California Ramblers et il est remplacé par Ed Kirkeby, son partenaire et manager. Il se produit au New Yorker Club avec son All-Star band, qui comprend entre autres Bix Beiderbecke à la trompette, Frank Trumbauer au saxophone, Joe Venuti au violon et Frank Signorelli au piano. Mais le club attire peu de clients et le groupe ne dure que deux mois. Après cet échec, Adrian part en Angleterre en novembre 1927 pour rejoindre l'orchestre de Fred Elizalde à Londres,,. 
Adrian revient ensuite à New York où il se marie le 6 avril 1928, peu avant le décès de son père le 15 avril.
Après son retour à New York, Rollini travaille dans des studios d'enregistrement, dirigeant entre 1933 et 1940 de nombreuses sessions d'enregistrement de grands jazzmen tels que Benny Goodman, Bunny Berigan, Pee Wee Russell, Joe Venuti, Manny Klein, Jack Teagarden, Tommy Dorsey et Jimmy Dorsey,.
En 1934-1935, il ouvre son propre club Adrian's Tap Room à l'Hôtel President de New York,.
De 1935 à sa retraite en 1955, Rollini se concentre principalement sur le vibraphone,.
Il travaille avec de petits groupes dans divers hôtels pendant les années 1940 et 1950, enregistre un album de vibraphone au début des années 1950, et s'installe finalement en Floride, où il dirige occasionnellement des groupes (dernier emploi connu au Miami Hotel en 1955) et meurt le 15 mai 1956 à Homestead,,.

## Instruments

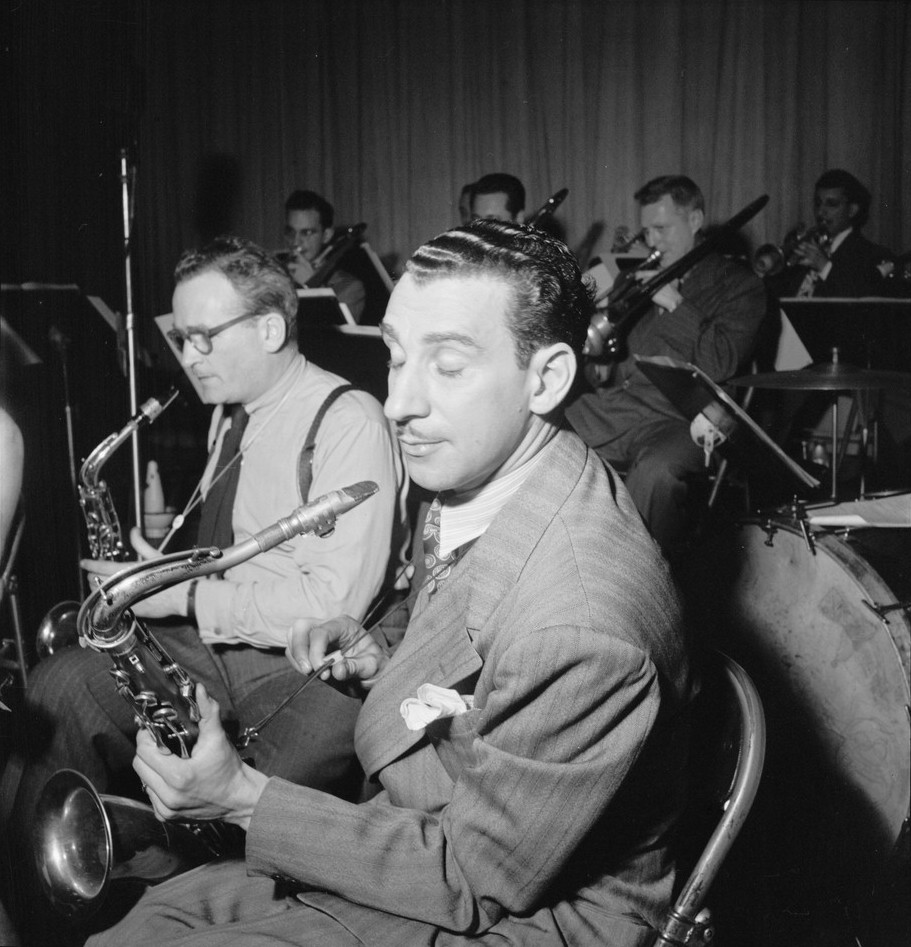
Le petit frère Arthur Rollini, en 1947.

Comme il a été dit plus haut, Adrian Rollini était un multi-instrumentiste capable de jouer de nombreux instruments : saxophone basse, piano, xylophone, vibraphone (également appelé vibraharp en anglais), « couesnophone » et « Hot Fountain Pen », sans oublier ses talents de compositeur et d'arrangeur musical,,,.
Dans son autobiographie Thirty Years with the Big Bands parue en 1987, son frère Arthur raconte qu'Adrian a appris le saxophone basse en quelques semaines seulement à l'époque où il est devenu le leader des California Ramblers à New York en 1925. Certains affirment que c'est le manager des Ramblers, Ed Kirkeby, qui a suggéré l'instrument à Rollini comme une possible alternative au tuba.
Pour Richard M. Sudhalter, « ce qui a rendu l'orchestre des Ramblers extraordinaire, c'est la présence de l'étonnant multi-instrumentiste Adrian Rollini qui a transformé le saxophone basse en un instrument soliste flexible, puissant et, à l'occasion, délicat ».
Arthur Rollini raconte également dans son autobiographie que « c'est à cette époque qu'Adrian s'est procuré deux instruments nouveaux et inhabituels. Le couesnophone, qu'il surnomme le « Goofus », est un instrument en laiton qui est tenu comme une flûte ; son manche est recourbé vers l'intérieur et l'embouchure est percée d'un trou ovale. Il possédait cependant un petit clavier de piano avec des boutons de laiton en guise de touches. L'invention du « Goofus », qui peut être décrit « comme un accordéon soufflé à la bouche », est parfois attribuée à Adrian Rollini mais l'instrument a en fait été inventé par la firme française Couesnon & Cie,,. Comme les gens trouvaient le nom de l'instrument trop difficile à prononcer, Rollini l'a surnommé « Goofus », et de là vient également le nom d'un ses groupes, les Goofus Five. Le nom du couesnophone a également été anglicisé en « queenophone ».
L'autre instrument, qu'Adrian Rollini appelait « Hot Fountain Pen » (de l'anglais fountain pen, stylo à plume), était un tube allongé fait de bois de Grenadille », une sorte de flûte droite à six trous d'une longueur de 25 cm dont la gamme musicale était plus limitée que celle du « Goofus », un défi qu'Adrian Rollini releva facilement.
Lorsqu'Adrian Rollini est allé travailler à Londres avec l'orchestre de Fred Elizalde, il a emmené avec lui son « Goofus » et son « Hot Fountain Pen ». Dans la revue musicale britannique Melody Maker de 1928-1930, on a pu voir des publicités de la compagnie d'instruments Keith Prowse & Co avec la photo d'un « Hot Fountain Pen »,.
Durant la deuxième partie de sa carrière, à partir de 1934, Adrian Rollini privilégie le vibraphone.

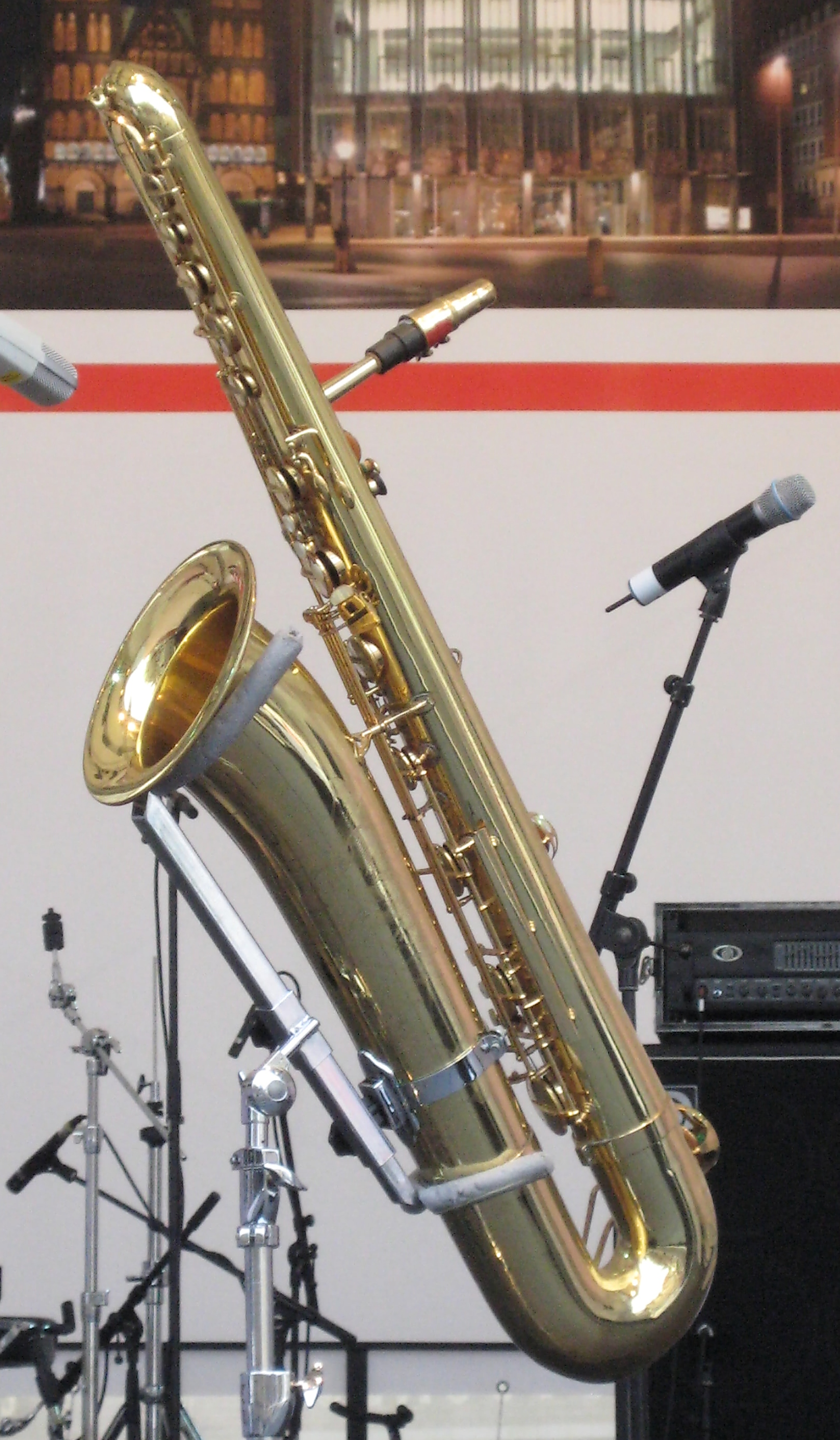
Le saxophone basse, instrument de prédilection d'Adrian Rollini.
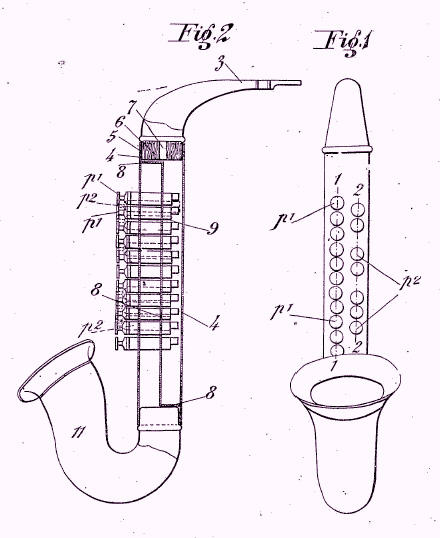
Le couesnophone.
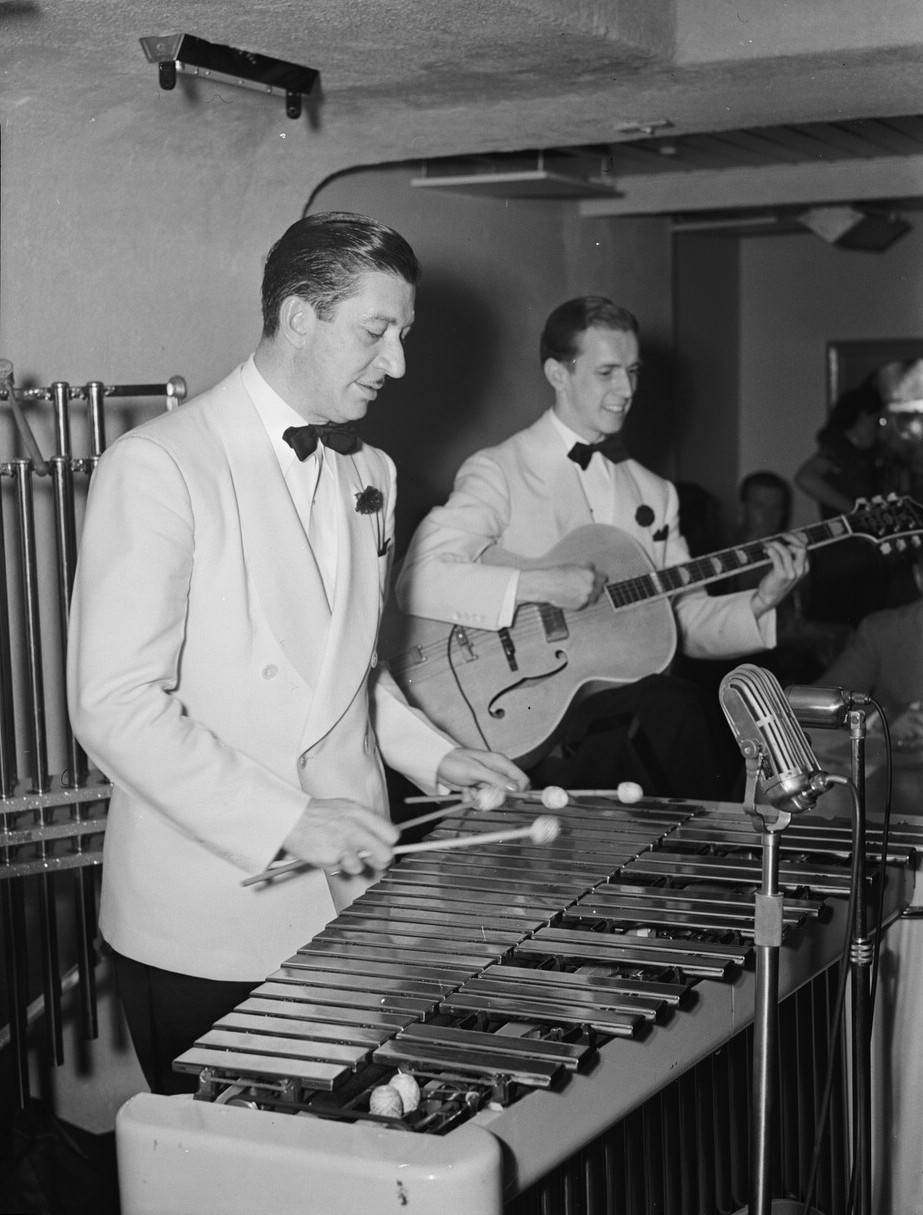
Le vibraphone, privilégié par Rollini durant la deuxième partie de sa carrière.